# ОШ „Жика Поповић” Владимирци
ОШ „Жика Поповић” је основна школа која се налази у насељу Владимирци, општина Владимирци. Основана је 1948. године. Школа има 11 издвојених одељења: осморазредно у Белотићу и четвороразредна у Вукошићу, Јаловику, Каони, Крнулама, Кујавици, Лојаницама, Матијевцу, Меховинама, Пејиновићу и Скупљену.

## Опште информације
Данас у школи осмогодишње образовање стичу 602 ученика. 

## Историјат[1]
Окосницу и стожер тог послератног школства представља владимирачка ОШ „Жика Поповић“ која у постојећој згради ради од 1948.године, најпре као Нижа гимназија. Становници варошице и околних села су дуги низ година ову школу називали „Гимназија”. До 1972. године у овој згради наставу су похађали само ученици од V до VII, односно VIII разреда. Доласком ученика млађих разреда из, популарно назване, „мале школе”, њен простор је опремљен и претворен у радионицу за ОТО. На жалост многобројних ђака и становника, једна од најлепших зграда места-„мала школа”, је изгорела у пожару 10. фебруара 2017. године. Године 1990. ОШ „Вук Караџић” Белотић је припојена ОШ „Жика Поповић”.

## Галерија
- Подручна школа у Вукошићу
- Подручна школа у Јаловику
- Подручна школа у Каони
- Подручна школа у Крнулама
- Подручна школа у Лојаницама
- Подручна школа у Матијевцу
- Подручна школа у Мехиновинама
- Подручна школа у Пејиновићу
- Подручна школа у Скупљену